# Sanremo 88 (CBS)
Sanremo 88, sottotitolato I Big di Sanremo, è un album compilation pubblicato nel febbraio 1988 dall'etichetta discografica CBS.
L'album contiene 17 brani fra i 26 interpretati da partecipanti al Festival di Sanremo 1988 nella sezione Big. Fra essi non è presente il vincitore Perdere l'amore.

## Tracce
1. Fausto Leali - Mi manchi
2. Anna Oxa - Quando nasce un amore
3. Michele Zarrillo - Come un giorno di sole
4. Ricchi e Poveri - Nascerà Gesù
5. Fiorella Mannoia - Le notti di maggio
6. Ron - Il mondo avrà una grande anima
7. Flavia Fortunato - Una bella canzone
8. Luca Barbarossa - L'amore rubato
9. Toto Cutugno - Emozioni
10. Marcella Bella - Dopo la tempesta
11. Drupi - Era bella davvero
12. Loredana Bertè - Io
13. Nino Buonocore - Le tue chiavi non ho
14. Figli di Bubba - Nella valle dei Timbales
15. Peppino di Capri - Nun chiagnere
16. Fiordaliso - Per noi
17. Franco Califano - Io per le strade di quartiere